# Plaza e Iglesia de Santa Catarina (Coyoacán)
La plaza e iglesia de Santa Catarina, localizadas en Coyoacán, al sur de la Ciudad de México, son un emblema de dicha delegación, así como de la época virreinal de la Nueva España en la Ciudad de México.

## Iglesia de Santa Catarina de Siena

### Historia
Después de la conquista, Hernán Cortes, otorgó a los franciscanos una generosa porción de terreno, para construir una iglesia y un claustro, conocidos como el claustro e Iglesia de San Juan Bautista de Coyoacán, los frailes comenzaron a edificar iglesias a la redonda, entre ellas están el Cuadrante de San Francisco, San Lucas, Churubusco, y Santa Catarina.
Los frailes edificaron la Capilla de Santa Catarina o "Santa Cata" como capilla de indios, digase una capilla abierta, donde los indios podrían ir a la iglesia, como Catecúmenos, antes de recibir el bautismo.
En los siglos XIX y XX se añadieron rejas a las entradas, así como se edificó una torre de campanario en el siglo XVII, la cual se derrumbó, pero se añadió una nueva posteriormente, así como se añadió una barda de piedra alrededor de la plaza y la capilla.
Durante las Leyes de Reforma a mediados del siglo XIX, el culto en la capilla se vio reducido notablemente.
A mediados del siglo XX, durante la Guerra Cristera, los frailes franciscanos entregaron los documentos a una mujer que asumió el cargo de dueña y propietaria del inmueble desde 1936, hasta 1945 la capilla permaneció cerrada, los datos de la mujer encargada son escasos, pero se preserva en los archivos parroquiales y provinciales.
En 1934, en época de la susodicha guerra, el inmueble fue nombrado patrimonio histórico-cultural por su pasado relacionado al virreinato.
En 2002 se restauró la capilla, con nuevas capas de pintura y yeso, así como nuevas campanas y muebles de sacristía.
Esta restauración incluyó el descubrimiento de frescos en los muros representando lambrequines (adornos con forma de flores) y de imágenes a los costados del altar mayor, representando a San Francisco de Asís del lado izquierdo y a Santo Domingo del lado derecho, fundadores de las dos órdenes que a lo largo de la historia virreinal tuvieron a su cargo la parroquia de San Juan Bautista, la restauración de dichos frescos estuvo a cargo del maestro  pintor Carlos Damián famoso por especializar su obra como acuarelista plasmando lugares típicos de Coyoacán y quien durante más de 10 años tuvo a su cargo la mayordomía de la fiesta del barrio.
En 2011, la capilla tuvo una nueva decoración, según la petición del capellán entrante.

### Estructura
La iglesia contiene una planta de cañón, o una forma de T, el área de la entrada es horizontal mientras la nave central, es vertical y dirige al presbiterio, la iglesia contiene tres puertas al principio, dos altas y grandes de cada lado de la entrada, y una puerta al centro que dirige hacia el presbiterio, posteriormente se añadieron puertas.

#### Presbiterio
El presbiterio se localiza al fondo de la nave central, se suben tres escalones chicos, que también servían para distribuir la comunión en el Rito tridentino, en el cual se daba la hostia al fiel comulgante de rodillas.
Al lado izquierdo del presbiterio se encuentra la credencia litúrgica, la sede del sacerdote, y un púlpito de madera, el cual ha sufrido diversas modificaciones, la última fue remover la base hecha para reposar sobre los escalones, ahora queda al nivel del piso del presbiterio.

##### Altar Mayor
El altar mayor contiene un baldaquino, con vitrina de cristal, donde esta un crucifijo de madera, y una virgen dolorosa de yeso y piedra. Ambas imágenes se visten con telas. Debajo del baldaquino, se encuentran tres gradillas, donde se colocan floreros y candeleros, así como se ubica el sagrario original del siglo XVII.
El altar está hecho de piedra volcánica, es un altar transferible (que se puede mover), contiene cuatro cruces marcadas, así como un ara, con la reliquia de Santa Catalina a venerar en esta capilla. La mesa se compone de 2 columnas, y un rectángulo donde esta precisamente el ara y donde se celebra la Misa, aún se desconoce que Reliquia de Catalina de Siena se preserva, sea una uña, dedo, piel, cabello o vestimenta, es fácil predecir sea un miembro de la religiosa, pues su cuerpo después de muerta y hallada incorrupta, se dividió diversas partes el cuerpo de la monja dominica.

#### Sacristía
La sacristía está al lado derecho del presbiterio, sencilla, con 2 roperos, una credencia un crucifijo de yeso y techo de ladrillo y vigas. Junto a la sacristía, existe un zaguán, con un pasillo, que conduce al pie de la torre, y contiene diversos cuartos que sirven como bodega, y la oficina del padre capellán, en ese zaguán, esta la única entrada para los sacerdotes o los sacristanes.

#### Campanario
Una torre sencilla, ubicada al lado derecho, decorada con ocho columnas de orden toscano, con una linternilla al remate de la cúpula de dicha torre. Contiene una campana mayor al centro, una esquila fija, y dos campanas menores, todas cuales están enlazadas a un alambre de acero que llega hasta la sacristía.
Antiguamente existía una torre edificada en el siglo XVII, en el mismo lugar, la cual se derrumbó en el Terremoto de México de 1985, posteriormente se añadió la torre actual, que contaba únicamente con una sola campana, la actual mayor. El acceso al campanario desde el siglo XVII, fue y es una escalera de piedra volcánica, que asciende desde la nave de la entrada, hasta la azotea de las bodegas, y desde donde se toma otra escalera de hierro negro para ascender a la torre.
Un dato notable, es que hay un espacio vacío entre el techo de la bodega hasta el piso de la torre, ese espacio sigue vacío, con tres ventanas de ventilación, mide aproximadamente 60 cm de alto ese espacio.

#### Nave central
Es enteramente de forma rectangular, contiene tres arcos de soporte, dos vitrales del lado derecho, 8 pedestales para sostener imágenes religiosas, y un elevado número de bancas para los fieles.
Las columnas que soportan los arcos del techo de la nave central, contienen unos apliques de quinqué, de hierro negro y cristal ahumado, antiguamente contenían velas para iluminación, con el paso a la electricidad, los apliques dejaron de usar cirios, y en vez, usar focos incandescentes, así como las 14 estaciones del vía crucis. Existen en los muros, 2 pinturas, una virreinal de la Virgen de Guadalupe, con marco de madera y hoja de oro, del lado izquierdo, así como una pintura del Señor de la Misericordia del lado derecho.

#### Nave de entrada
Como antes mencionado, la iglesia tiene planta de Cañón o forma de T, la nave central es vertical mientras existe otra nave horizontal. La nave horizontal es la de entrada.
La nave horizontal o de entrada, es la que da la bienvenida a los fieles, pues ahí están las 3 puertas. En la nave horizontal, del lado derecho se encuentra el órgano eléctrico, y la escalera de piedra que conduce hacia el campanario, también hay del lado izquierdo, una superficie de piedra, donde se colocan ciertas imágenes, y donde se localiza por igual un confesionario. Antiguamente existía un coro sobre el área del confesionario, el cual se removió por ser inseguro, ya que la madera que lo sostenía estaba muy deteriorada.

### Actualidad
La iglesia de Santa Catarina o "Santa Cata" como se le conoce localmente, es parte del terreno parroquial, perteneciente a la Iglesia de San Juan Bautista de Coyoacán, siendo administrada por los frailes franciscanos.
La iglesia también contiene ciertos elementos de la época virreinal, tales son:
- Un Sagrario de bronce con chapa de oro.
- Una pintura de la Virgen de Guadalupe (anónimo) del siglo XVII en un marco de madera con hoja de oro.
- Un confesionario de madera del siglo XVII.
- Estatua de Santa Catalina de Siena, elaborada en madera y yeso, del siglo XVI.

La capilla fue saqueada durante las épocas de Reforma y la Guerra Cristera, por tanto, no tiene muchos elementos litúrgicos de valor.

## Plaza de Santa Catarina
La plaza de Santa Catarina ha sido reconocida por su tranquilidad y serenidad, se encuentra sobre la avenida Francisco Sosa, tiene un elevado número de árboles y jardineras, así como una estatua al escritor y periodista mexicano Francisco Sosa Escalante. La plaza es motivo de visita para turistas y gente paseadora, e incluso artistas, que en sus ratos libres, visitan la plaza y dibujan la plaza y la capilla, su serenidad atrae a los jóvenes que tienen noviazgos para poder platicar a gusto.

### Fiesta patronal
La plaza se viste de fiesta y gala, cada 29 de abril, con motivo de la fiesta de la patrona del barrio, Catalina de Siena, en esta fiesta, hay juegos mecánicos, fuegos artificiales, comida, juegos de destreza, así como venta de diversas artesanías.
La fiesta comienza desde el último miércoles de abril, hasta el último domingo de abril, o de mayo, dependiendo de las variaciones de fechas. Se realiza el día domingo, una procesión, que marcha desde la avenida Universidad, hasta la plaza, recorriendo toda la calle Francisco Sosa, hasta llegar a la capilla, la anda que transporta la estatua, que ha hecho este recorrido desde el siglo XVI, es recibida entre nutridos aplausos, flores y repique de campanas, y se celebra una Misa solemne.
En la noche del domingo de la fiesta, se quema un castillo pirotécnico, el cual llama la atención de todos, su color vivo iluminado por las llamas.

### Historia de la Plaza
Desde la conquista, Coyoacán fue sede de la residencia de Hernán Cortés, tal es el caso que su palacio aún se preserva ahí mismo, y como existía un gran espacio para construir, así como una fuente inagotable de piedra volcánica, en el Pedregal de san Francisco, hoy conocido como la colonia Romero de Terreros por una falla geográfica que emite lava, los asentamientos fueron sencillos en este lugar, ya que con tanta piedra, se pudo construir caminos, puentes, casonas antiguas, y plazas.
Después del establecimiento de la colonia de la Nueva España, comenzaron las grandes edificaciones, y una de estas grandes edificaciones, fue el puente de Panzacola, que cruza sobre el río Magdalena al sur de la Ciudad de México, y siguió la avenida llamada en aquel entonces "Real camino a San Ángel" y "Real Avenida de Santa Catarina" después de la muerte de Francisco Sosa Escalante, el gobierno del Distrito Federal, aprobó cambiar el nombre de la avenida, y renombrarla a Francisco Sosa, en honor a este escritor y periodista de origen Campechano
y nacionalizado Coyoacanense. En el siglo XX, el científico Miguel Ángel de Quevedo fundó los Viveros de Coyoacán, que están a exactamente dos cuadras del parque, estos viveros preservan árboles de reserva especial, así como venta de tierra, y artículos de jardinería, también tiene un edificio de oficinas de la SEMARNAT.
Después, en una hacienda, localizada enfrente de la Plaza de Santa Catarina, se estableció la casa de Cultura de Coyoacán, que después se renombró a Jesús Reyes Heroles, un importante político mexicano de finales del siglo XX. Actualmente, es museo gratuito de la cultura del Coyoacán virreinal, centro de convenciones relacionado al pasado de la Nueva España, así como los fines de semana, se transforma en un bazar artesanal.
La plaza fue atrio de la capilla desde época de indios, aunque constantemente se abrían las puertas del atrio, después de la Guerra Cristera, se acordó derribar la barda, y crear un parque para entretenimiento laico, independiente del culto católico de la capilla.
Toda la plaza actualmente tiene piso de piedra volcánica, se tiene la creencia que así ha sido desde el siglo XVI, aunque datos fotográficos, e incluso algunos cinematográficos, demuestran que la plaza tuvo pisos distintos a lo largo de su historia, incluyendo piso de tierra en algunos momentos y en otros, andadores sorteando los árboles, la última modificación de la plaza para tener el aspecto actual, data de los años 70 del siglo XX, momento en que se añadieron las bancas de piedra. Los árboles de la plaza son, capulines, truenos, y jacarandas,  que se dan en todo el centro de Coyoacán.
En agosto de 1985, se inaugura la casa de cultura. "Jesús Reyes Heroles ".

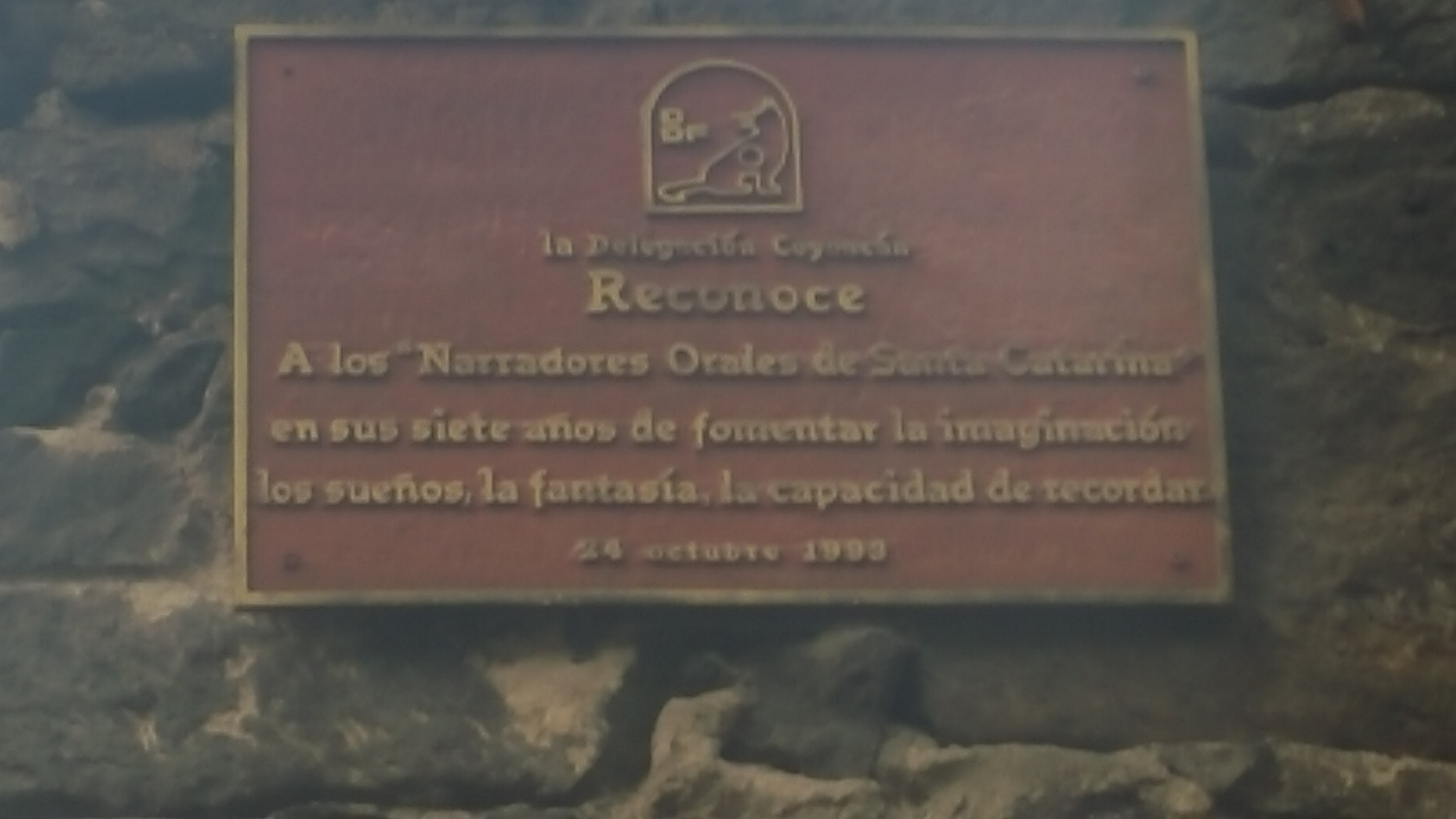
Placa de homenaje a los 7 sabios de Coyoacán.

### Actualidad
El parque sigue siendo visitado, y preservado, por la delegación Coyoacán, así como los vecinos ayudan de su parte.